# Back to the Light
Back to the Light – solowy album gitarzysty Queen, Briana Maya. Prace nad nim rozpoczęły się w 1988. 
Jest to pierwszy prawdziwy solowy projekt gitarzysty (nie licząc minialbumu Star Fleet Project wydanego w 1983 roku). Album został wydany w 1992 roku – May dokończył pracę nad nim już po koncercie The Freddie Mercury Tribute Concert. W nagraniu albumu oprócz Maya udział wzięli również John Deacon (który zagrał na basie w utworze „Nothin but Blue”) oraz byli członkowie grupy Black Sabbath: Cozy Powell (zagrał na perkusji w utworze „Ressurection”) i Neil Murray, a także wokaliści: Maggie Ryder, Miriam Stockley, Chris Thompson (wokal w „Rollin’ Over”), Gill O’ Donovan i Suzie O’ List. Album był promowany na trasie koncertowej Back to the Light Tour na przełomie 1992 i 1993.

## Spis utworów
1. „The Dark”
2. „Back To The Light”
3. „Love Token”
4. „Ressurection”
5. „Too Much Love Will Kill You”
6. „Driven By You”
7. „Nothin’ But Blue”
8. „I’m Scared”
9. „Last Horizon”
10. „Let Your Heart Rule Your Head”
11. „Just One Life”
12. „Rollin’ Over”